# Cistus creticus
Cistus creticus es una especie de arbusto perteneciente a la familia Cistaceae. 

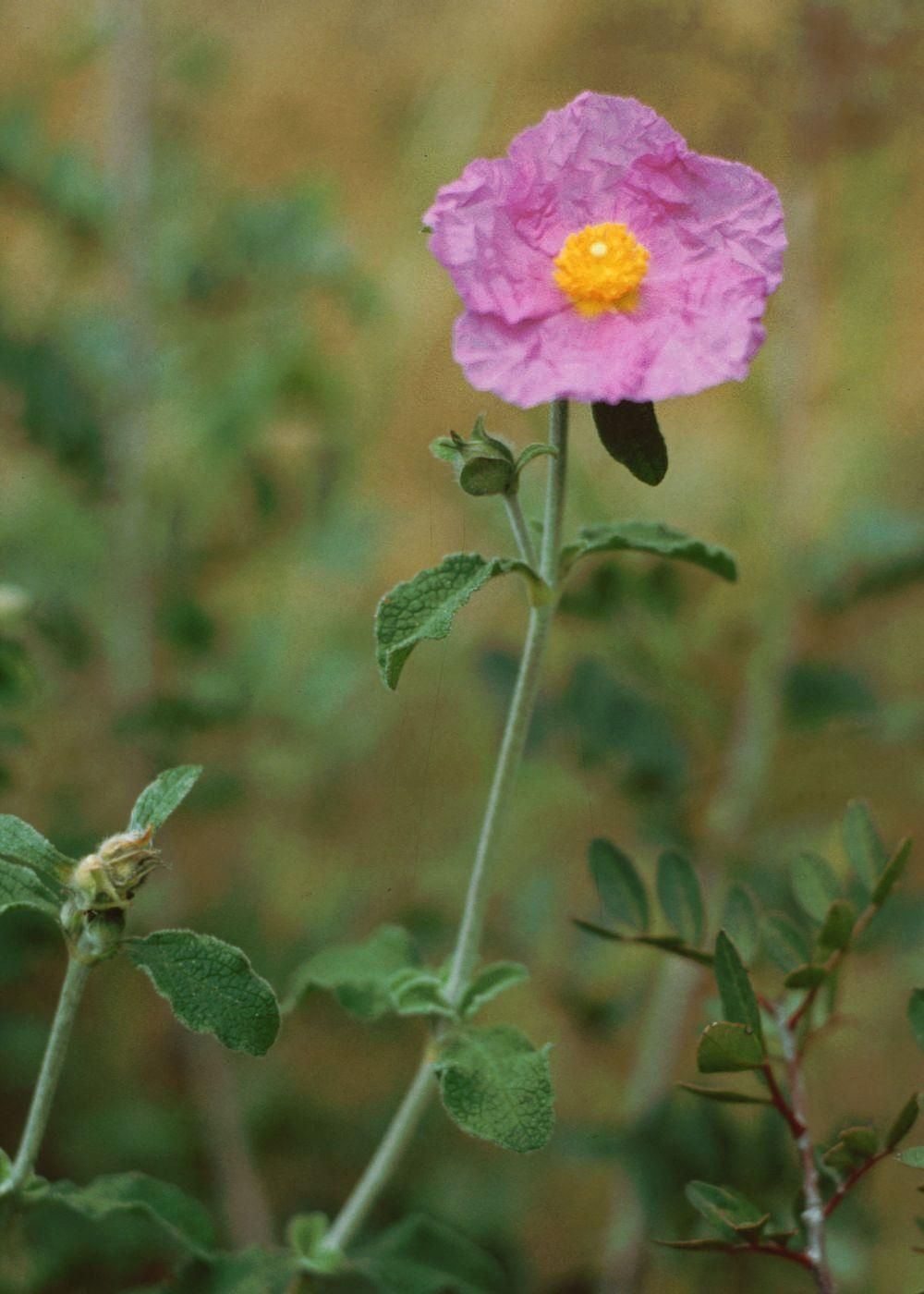
Detalle de la flor

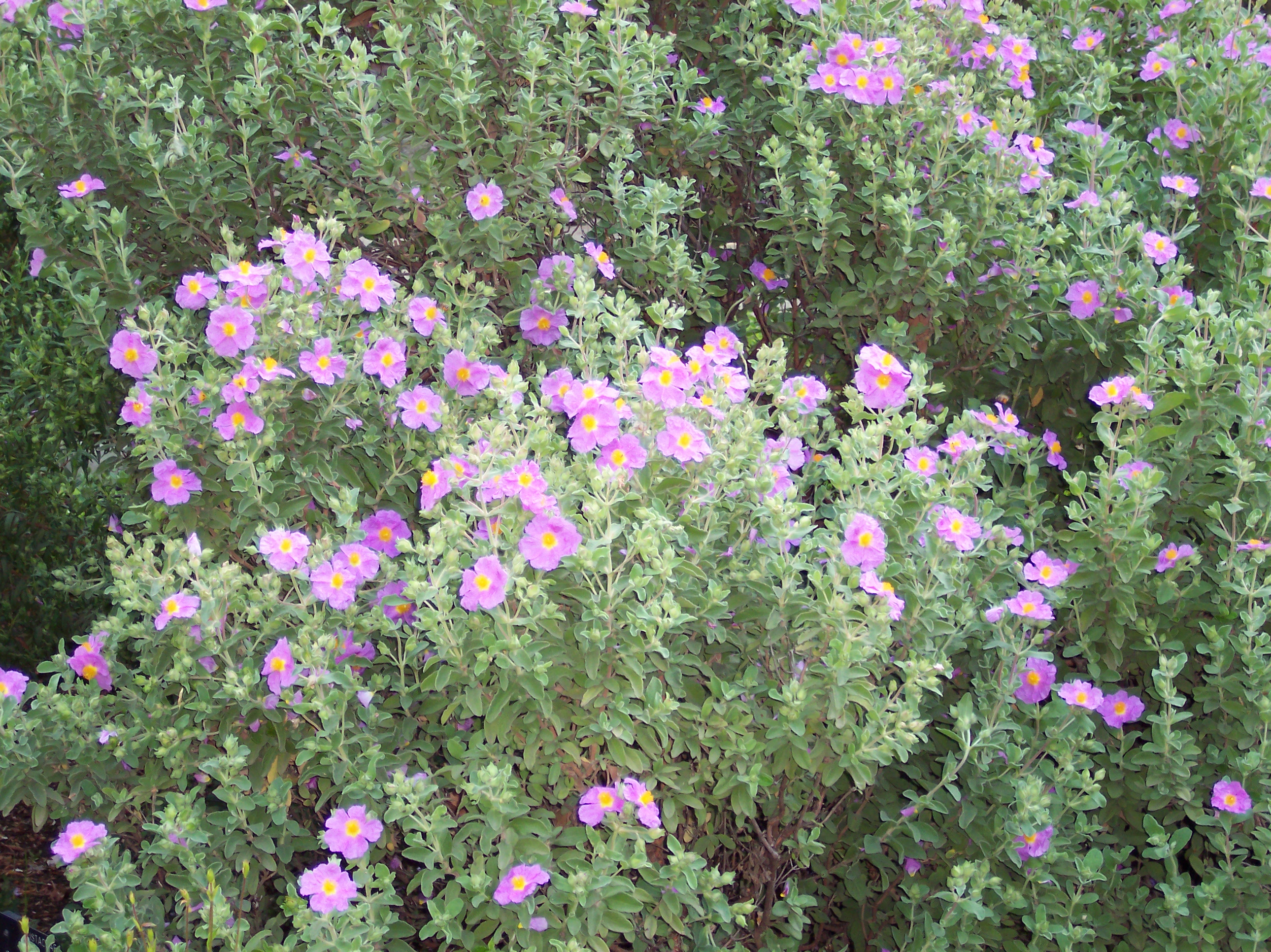
En su hábitat

## Descripción
Es un arbusto que alcanza un tamaño de 30-140 cm de altura, ± erecto, algo procumbente, muy ramoso; ramillas blanquecinas, con pelos unicelulares simples o fasciculados, densos, sobre todo en los nudos y a veces pelos pluricelulares glandulíferos. Hojas pecioladas –pecíolo (2,5)3-10(15) mm, lámina (5)15-45 × (3)8-20 mm–, entre ovales y oblongoelípticas, agudas u obtusas, margen a veces ligeramente ondulado, penninervias; haz y envés con pelos estrellados, densos, pelos simples unicelulares esparcidos, fasciculados hacia la base, y a veces pelos glandulíferos pluricelulares; envés, de nervios muy marcados, con pequeñas glándulas pediceladas; pecíolo ancho, trinervio, con pelosidad semejante a la de la lámina. Inflorescencia en cima terminal, pauciflora, con alguna flor solitaria en las ramas superiores; pedicelos largos (7-30 mm), con abundantes pelos simples, aislados o fasciculados, y a veces con pelos estrellados, otras con pelos glandulíferos. Sépalos 5, de 10-14 × 5-9 mm, subiguales, con pelos estrellados densos, pelos simples unicelulares, sobre todo hacia la base, nervios y margen, casi siempre con pelos glandulíferos pluricelulares, y pequeñas glándulas pediceladas en la parte superior; los externos ovado-lanceolados; los internos ovado-acuminados. Pétalos 17-20 × 16-17 mm, grandes y vistosos, de margen denticulado, rosa-purpúreos y base amarillenta, raramente albinos. Estambres desiguales. Ovario viloso; estilo que alcanza los estambres; estigma convexo, levemente pentalobulado. El fruto es una cápsula de 7-10 mm, aovado-aguda, cubierta de pelos simples unicelulares, dehiscente en 5 valvas. Semillas de 1-1,2 mm, de color pajizo. Tiene un número de cromosomas de 2n = 18*.

## Distribución y hábitat
Se encuentra en los romerales calcícolas en suelo algo arenoso, forma comunidad con Erica multiflora en Menorca y abunda las gargantas del río Júcar conviviendo con Buxus sempervirens y Fraxinus ornus; a una altitud de 50-650 metros, en el este de la península ibérica, Menorca, Córcega, Cerdeña, península itálica, Sicilia, Norte de África, Mediterráneo oriental, costas S y E del mar Negro y Crimea. En España en Menorca y las gargantas del río Júcar en Villa de Ves (Albacete y Valencia).

## Taxonomía
Cistus creticus fue descrita por Carlos Linneo y publicado en Species Plantarum, Editio Secunda 1: 738. 1762.
Etimología
Cistus: nombre genérico que deriva del griego kisthós latinizado cisthos = nombre dado a diversas especies del género Cistus L. Algunos autores pretenden relacionarla, por la forma de sus frutos, con la palabra griega kístē = "caja, cesta".
creticus: epíteto geográfico que alude a su localización en Creta.
Subespecies
- Cistus creticus subsp. creticus
- Cistus creticus subsp. corsicus
- Cistus creticus subsp. eriocephalus[5]
- Cistus creticus f. albus

Sinonimia
| - Cistus complicatus Spruner ex Nyman - Cistus cupanianus C.Presl - Cistus dunalianus Sweet - Cistus garganicus Ten. - Cistus incanus subsp. creticus (L.) Heywood' - Cistus ladaniferus Stokes - Cistus ocymoides Lam. - Cistus polymorphus Willk. - Cistus rotundifolius Sweet - Cistus tomentosus Lam. | - Cistus undulatus Moench - Cistus villosus L. - Cistus villosus f. albus O.E.Warb. - Cistus villosus var. creticus (L.) Boiss. - Cistus villosus var. rotundifolius (Sweet) Grosser - Cistus villosus var. trabutii Maire - Cistus villosus var. undulatus Grosser - Cistus vulgaris Spach - Ladanium officinarum Spach - Ladanum verum Raf. |

Híbridos
- Cistus x purpureus, entre Cistus ladanifer y C. creticus[7]

## Nombres comunes
- Castellano: cisto macho, estepa, jaguarzo delgado, jara, jara estepa, zerguazo.[8]
- jara común, jara negra.[9]